# Uppsalská škola ve filozofii
Uppsalská škola je směr ve švédské filozofii, který měl značný vliv mezi švédskými filozofy. Myšlenky této filozofické školy se blížily názorům některých členů novopozitivistického „vídeňského kroužku“. Její stoupenci se domnívali, že základním úkolem filozofie je logická analýza pojmů vědy. Zakladatelem uppsalské školy byl Axel Hägerström. Významným představitelem této školy byl také Adolf Phalén. Základním rysem filozofických názorů stoupenců uppsalské školy je boj proti „metafyzice“ v tom smyslu, který do tohoto pojmů vkládají logičtí pozitivisté. Představitelé uppsalské školy zastávali tedy pozitivistické názory. Předmět filozofie redukovali na logickou analýzu pojmů, kdežto „skutečnost“ samu vyvozovali z logockých kalkulů.
Pro uppsalskou školu jsou příznačné emotivismus a nihilismus. Filozofie také získala právní význam tím, že byla začleněna do uppsalské školy právní filozofie některými Hägerströmovými žáky, hlavně Vilhelmem Lundstedtem.